# Зігфрід Руфф (Генерал-лейтенант)
Зіґфрід Руфф (Siegfried Ruff; 20 лютого 1895, Кунерсдорф — 3 лютого 1946, Рига) — німецький офіцер, генерал-лейтенант вермахту. Кавалер Німецького хреста в золоті.

## Біографія
Син управляючого маєтком Пауля Руффа і його дружини Марти, уродженої Мозер. 22 березня 1913 року вступив у Прусську армію. Учасник Першої світової війни. Після демобілізації армії залишений у рейхсвері.
З 1 жовтня 1938 року — командир 1-го дивізіону 101-го артилерійського полку. З 1 червня 1939 року —ад'ютант 25-го армійського корпусу. З 6 лютого 1940 по 4 січня 1942 року — командир 291-го артилерійського полку. Учасник Французької кампанії і німецько-радянської війни. З 21 лютого 1942 року — командир 305-го артилерійського полку. Учасник битви за Харків і Сталінградської битви. З 25 вересня 1942 року —командир 401-ї піхотної дивізії. З 1 квітня 1944 року — комендант Риги. З 1 лютого 1945 року — командир новоствореної 609-ї піхотної дивізії.
В кінці війни потрапив у радянський полон. 26 січня 1946 року постав перед Балтійським військовим судом за звинуваченням у «залученні населення до будівництва оборонних систем» і «знищені промислових підприємств в Ризі в жовтні 1944 року». 3 лютого засуджений до страти і того ж дня повішений.

## Нагороди
- Залізний хрест 2-го і 1-го класу
- Почесний хрест ветерана війни з мечами
- Медаль «За вислугу років у Вермахті» 4-го, 3-го, 2-го і 1-го класу (25 років)
- Застібка до Залізного хреста 2-го і 1-го класу
- Німецький хрест в золоті (26 грудня 1941)